# Klostergården

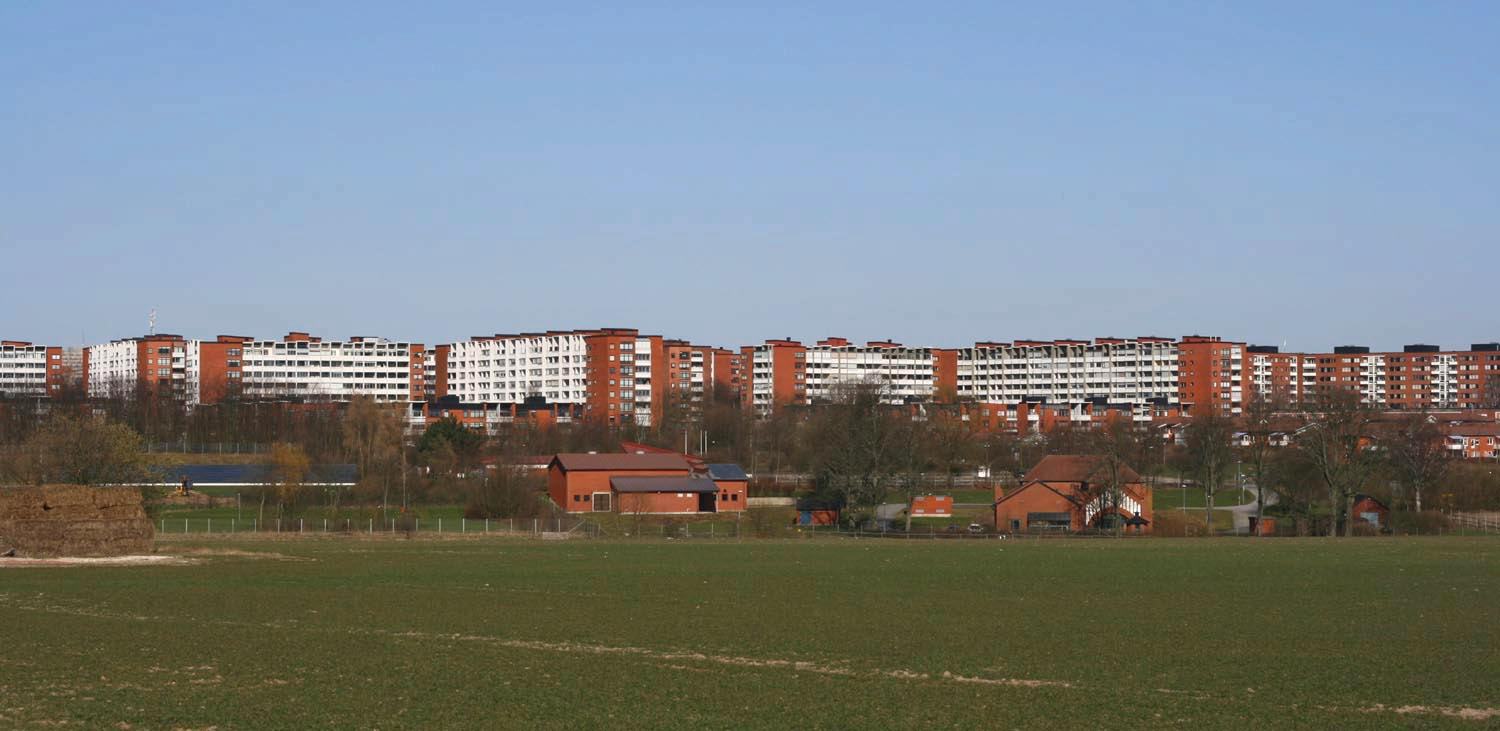
Några av Klostergårdens bostadshus sedda från ängarna utanför Lund.

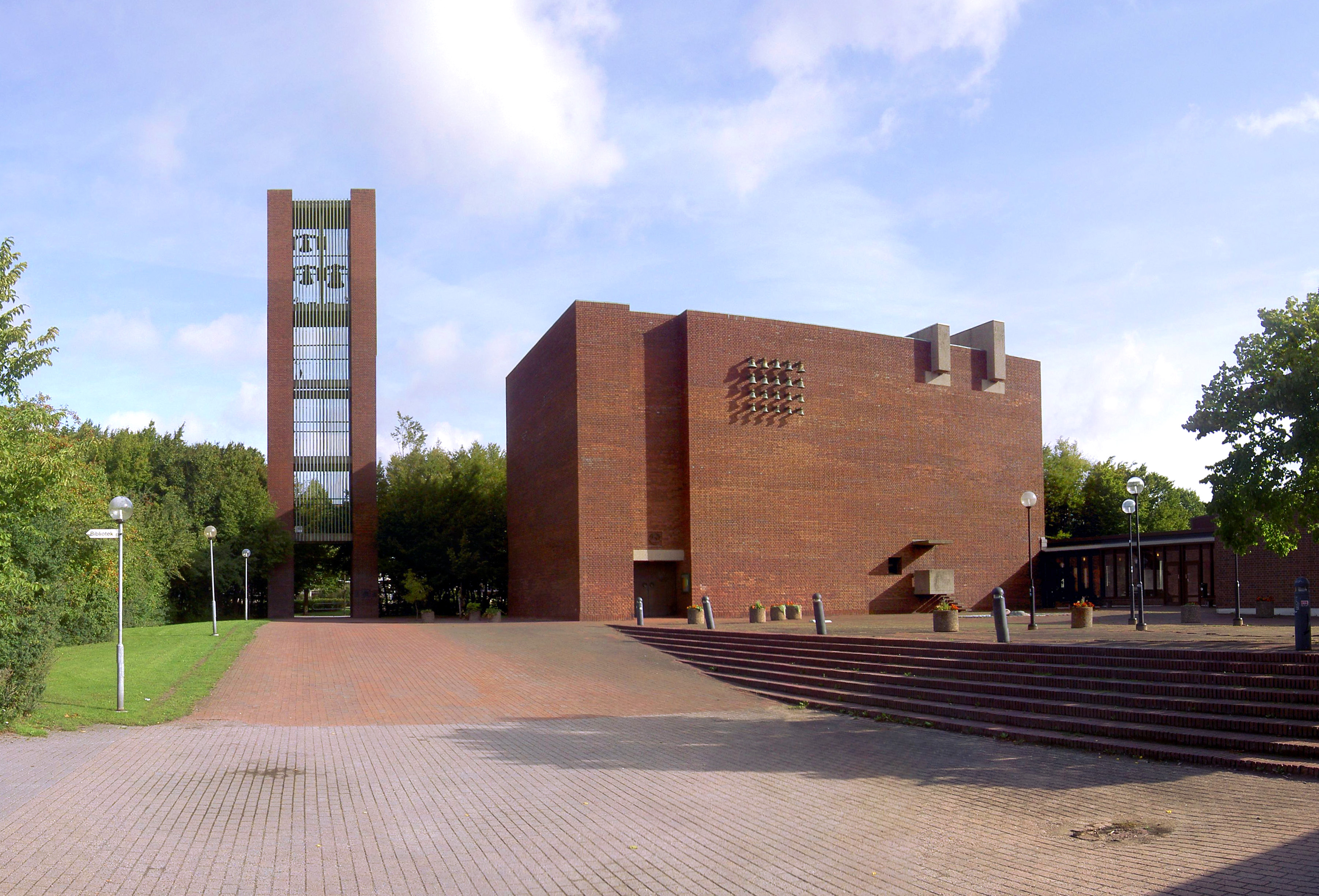
Helgeandskyrkan och dess klockstapel. Klockstapeln tjänar också som en port in till området norrifrån.

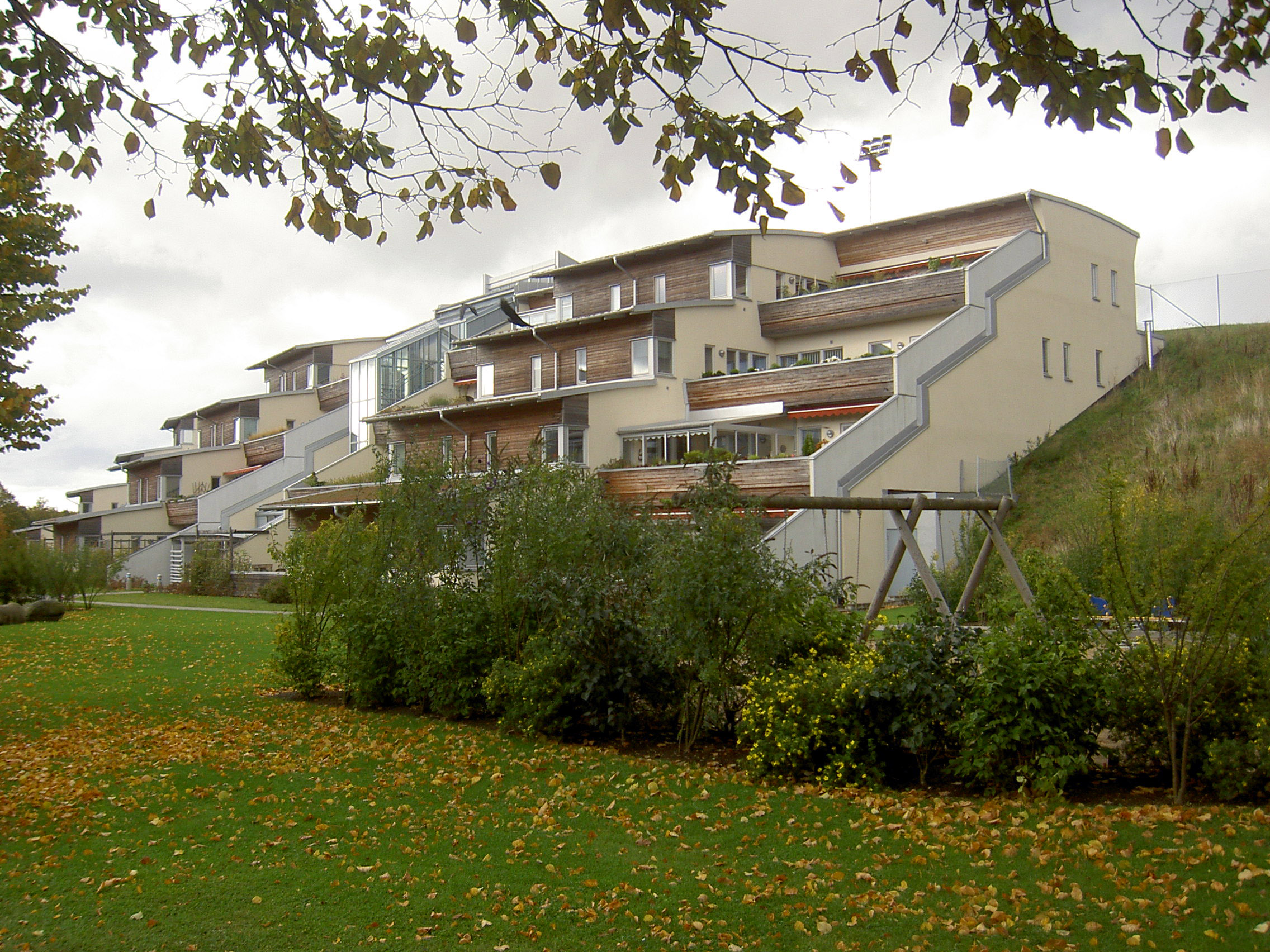
Nyare hus på Klostergårdsvallen norr om området.

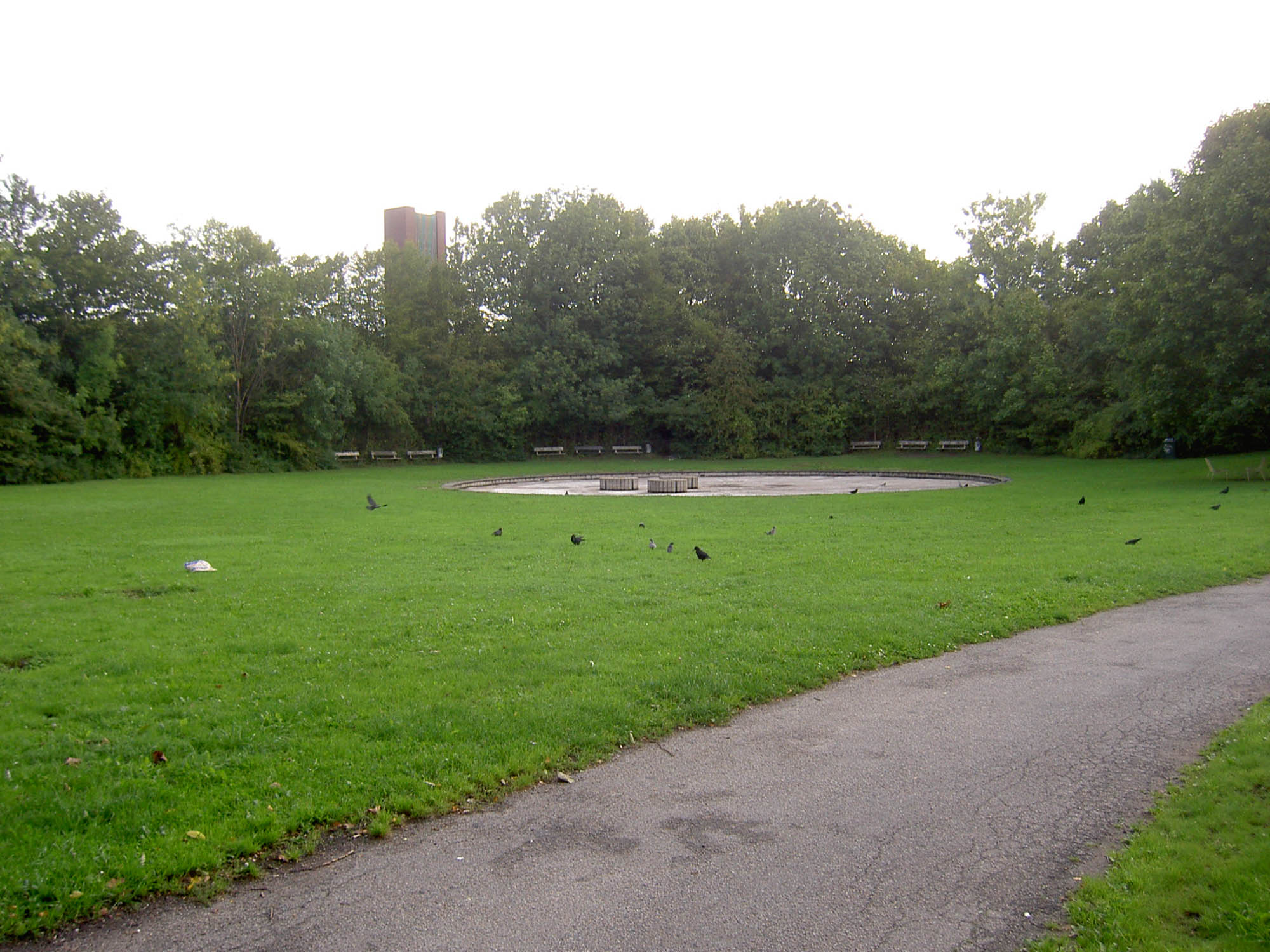
Klostergården har stora grönområden.

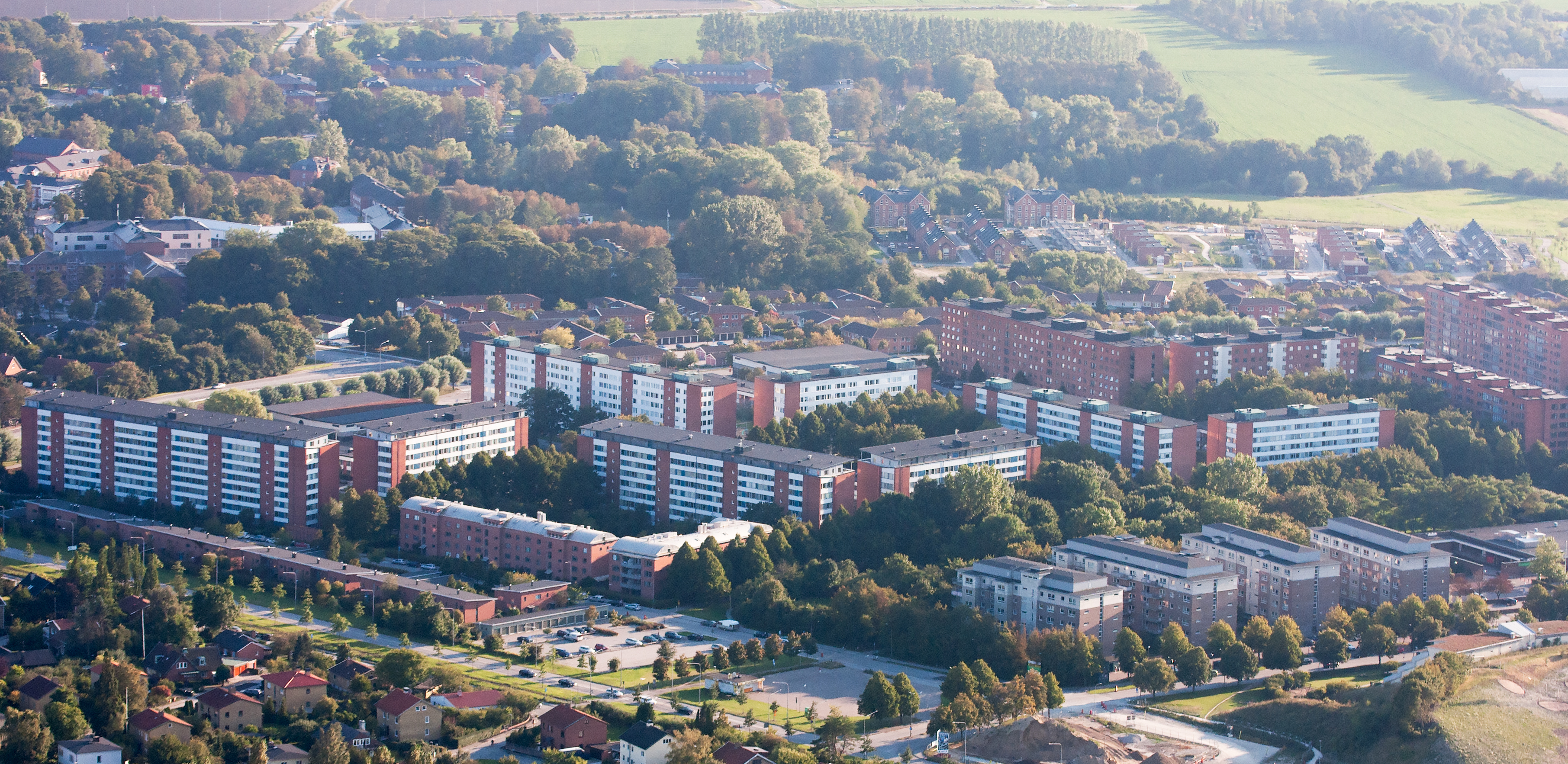
Klostergården från luften.

Klostergården är en stadsdel i södra Lund. 

## Ursprungliga Klostergårdsområdet
Klostergården består av 10 gårdar byggda i fyrkant med två åttavåningshus i norr och öster, samt två- eller trevåningshus i söder och väster, grupperade runt stora innergårdar, uppförda under 1962–1968 efter modernismens stadsplaneideal. Området tros ofta vara ett exempel på miljonprogrammet men det planerades och byggdes till stora delar klart före miljonprogrammet (1965–1974). LKF (Lunds Kommuns Fastighets AB) deltog inte heller i byggnationen annat än att man byggde köpcentrumet, dagiset och fritidsgården. Miljonprogrammet byggdes annars av de kommunala bostadsbolagen till stora delar. Området uppfördes istället av Lunds byggmästarförening (de fem östra gårdarna) samt HSB (de fem västra gårdarna). Det betydde att halva området redan från början bestod av bostadsrätter.

## Förtätningen
Efter en snabb befolkningsökning under byggnadsepoken upp mot nära 5000 boende, då en ung befolkning med många barn bosatte sig i områdets omkring 2000 lägenheter, minskade folkmängden under 1970- och 1980-talen till under 4000. Orsaken var utflyttning av barnfamiljer och en större andel äldre som flyttade in. Antalet boende per hushåll minskade år från år. Med den minskade befolkningen försvann underlaget för skolor och affärer. Områdets service hotades. Det politiska svaret på denna utmaning blev en förtätad bebyggelse genom nybyggnationer.
Under åren 1988 till 2006 har flera nya hus byggts i denna utveckling. År 1988 byggdes området Regnbågen söder om Klostergården. Området förlades då till mark som ursprungligen i planeringen var avsedd för en stor motortrafikled som skulle ha dragits mellan området och Sankt Lars. Detta lyckades innevånarna på Klostergården stoppa under ledning av Klostergårdens byalag.
Under 1990-talets slut byggdes ett hus vid Östanväg (Snödrivan 2) samt Molnet på ett impediment mellan Östanväg och Stattenavägen. I början på 2000-talet byggdes tre punkthus av HSB (Nordanväg 16, 18, 20) norr om Nordanväg. De var inflyttningsklara 2002. Samtidigt byggde HSB insatslägenheter i Klostervallen som var klara 2003. Under hösten och vintern 2003–2004 byggdes ytterligare en våning på några av husen ägda av LKF. Under 2006 byggdes fyra sexvåningshus av Akelius på Nordanväg. Denna byggnation innebar att Klostergårdens fritidsgård och bygglek revs.
Söderut ligger Sankt Lars. Även det tidigare sjukhusområdet Sankt Lars har förändrats. Efter att barnpsykiatrins flyttats revs gamla Ungdomskliniken. Där har sedan 2012 Riksbyggen byggt radhus och lägenheter. Klostergården hade 2007 5 212 invånare.

## Faciliteter
Norr om gårdarna med åttavåningshusen finns ett större lummigt parkområde, Klostergårdsfältet. Norr om detta ligger stadsdelscentrum med skola, kyrka och bibliotek.
Grundskolan Klostergårdsskolan var färdigbyggd 1968. Det fanns en fritidsgård byggd 1966 men den revs 2005 för att ge plats åt fyra nya bostadshus. I mars 2014 invigdes ett nytt hus Mötesplats Klostergården för bibliotek och fritidsverksamhet, som ersatte de baracker där fritidsverksamheten huserat 2006–2014.
Kyrkan, Helgeandskyrkan, invigdes 1968.
I stadsdelscentrumet gjordes plats för två snabbköp, kooperativa Solidar (senare Konsum och Coop) och Ica-butiken Hökaren. Hökaren gjordes om till en av de första svenska Netto-butikerna i maj 2002. Efter att Coop köpt svenska Netto hade de två butiker vägg-i-vägg. Coop valde att slå ihop butikerna och under hösten 2020 byggdes tidigare Nettos lokal ihop med Coop till en butik.
Norrut ligger Klostergårdens IP med fotbollsplaner och Lunds nya arena, Färs och Frosta Sparbank Arena, som är sammanbyggd med Lunds ishall. Arenan är en multiarena med bland annat lokaler för handboll och används för konserter med mera.

## Församlingstillhörighet
År 1927 var Klostergården ett jordbruk i Sankt Peters Klosters församling. Ingvar Sundgren har i en uppsats "Mitt liv på Klostergården i Lund" skildrat sina år som lantarbetare på gården. Trots att den låg i Lilla Råby by, som tillhörde Lunds landsförsamling, tillhörde Klostergården av historiska skäl S:t Peters Klosters församling. Lunds landsförsamling upphörde 1962. Efter nybyggnaden av stadsdelen på platsen kom området att tillhöra Lunds domkyrkoförsamling. 1991 blev Klostergården en del av då nygrundade Helgeands församling. Om Helgeandskyrkans historia finns boken "Helgeandskyrkan Helgeands församling i Lund - framväxt och utveckling" utgiven av församlingen 2008.

## Järnvägsstation
Efter att Åkerlund & Rausing flyttats till Lund lyckades arbetarna där få till stånd en hållplats "Källbymölla" nära fabriken. Med åren minskade användningen och Källbymölla upphörde 1 juli 1976. Den ökade trafiken tillät inte ett stopp med bara dubbelspår. I samband med utbyggnad av järnvägen mellan Klostergården och Malmö från två till fyra spår (till Lund är det fortfarande dubbelspår) byggdes en ny järnvägsstation för lokaltrafik/Pågatåg vid Klostergården. Denna station öppnades 10 December 2023. Stationen heter Klostergården.

## Gator

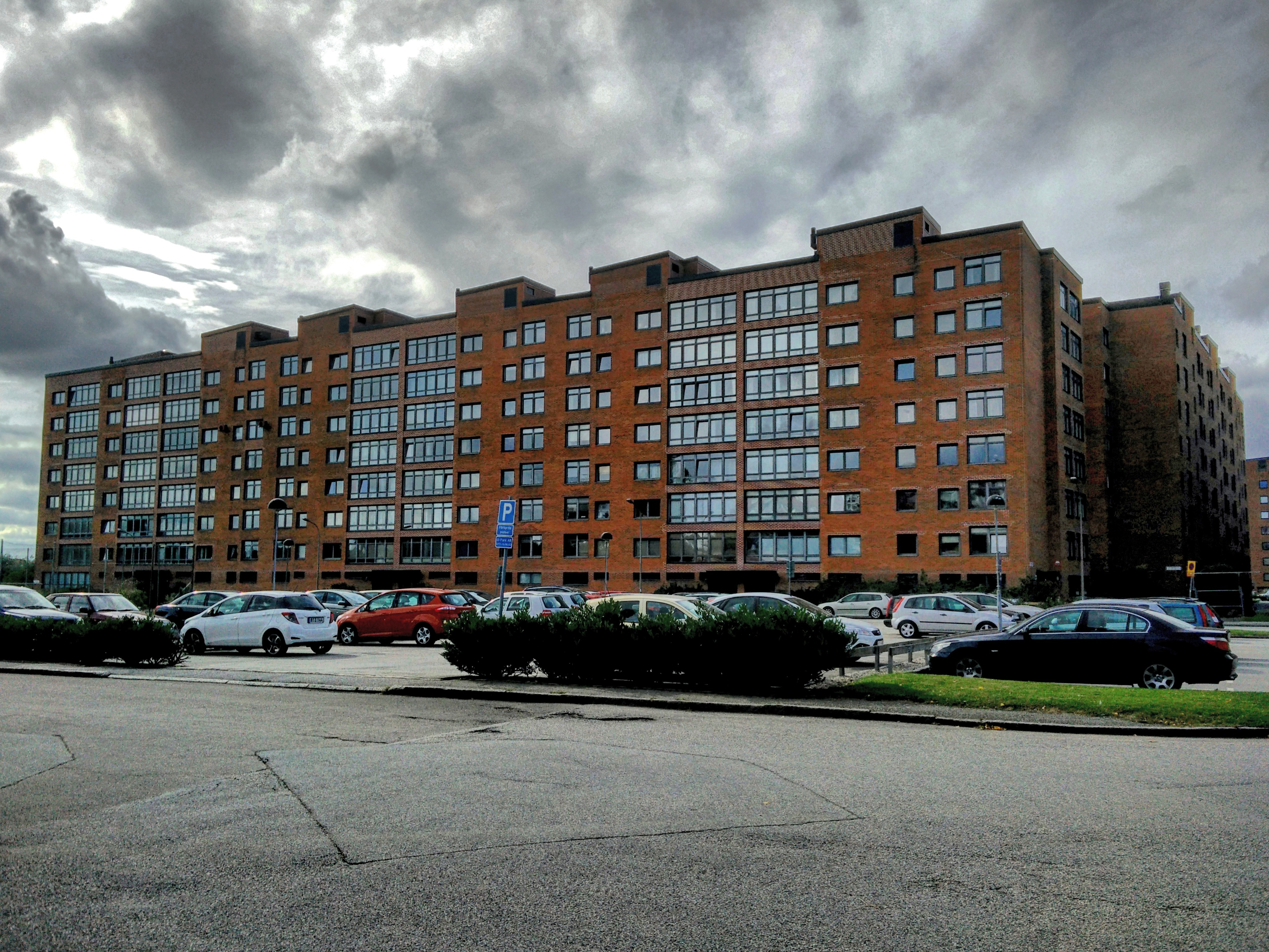
Hus på Sunnanväg.

På Klostergården har gatorna fått namn efter olika väderstreck och väderfenomen. Sunnanväg, Västanväg, Nordanväg och Östanväg bildar en ringväg runt bostadsområdet, medan, från öster mot väster, Gråvädersvägen, Blidvädersvägen, Tordönsvägen. Virvelvindsvägen och Vårvädersvägen är U-formade gator in till kvartersgårdarna. Klostergårdsvägen är infart till både Klostergården och S:t Lars från Stattenavägen. Det finns också en infart direkt till Nordanväg från Stattenavägen.
- Badarevägen
- Blidvädersvägen
- Gråvädersvägen
- Klostergårdsvägen
- Nordanväg
- Regnbågsgången (tidigare del av Sankt Lars väg)[27]
- Sunnanväg
- Tordönsvägen
- Virvelvindsvägen
- Vårvädersvägen
- Västanväg
- Östanväg

Sankt Lars-området:
- S:t Lars väg
- Skånevägen
- Smålandsvägen
- Värendsvägen